# Bandeira da Armênia

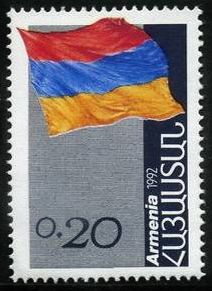
Selo armeno de 1992, logo após a adoção da bandeira nacional

A bandeira nacional da Armênia (português brasileiro) ou bandeira nacional da Arménia (português europeu) é uma bandeira tricolor consistindo de três listras horizontais de cores vermelha, azul e laranja (também descrita como "damasco"). É chamada Yeragouyn (tricolor) em armênio.
Existem muitas interpretações do significado das cores, mas a mais aceita diz que o vermelho simboliza o sangue derramado pelos armênios em defesa do seu país, o laranja simboliza o intelecto dos armênios e o azul simboliza a paz. 
A bandeira foi originalmente a bandeira oficial da nação durante a sua breve independência após a Primeira Guerra Mundial, e ressurgiu quando a Armênia se separou da União Soviética.

A definição oficial das cores, como consta da Constituição da República da Armênia, é:
O vermelho simboliza o planalto armênio, a luta contínua do povo armênio pela sobrevivência, a manutenção da fé cristã, a independência e a liberdade da Armênia. O azul simboliza a vontade do povo da Armênia de viver sob um céu pacífico. A laranja simboliza o talento criativo e a natureza trabalhadora do povo da Armênia.
Em 15 de junho de 2006, a Lei da Bandeira Nacional da Armênia, governando o seu uso, foi aprovada pela Assembleia Nacional da Armênia
Ao longo da história, houve muitas variações da bandeira armênia. Nos tempos antigos, as dinastias armênias eram representadas por diferentes animais simbólicos exibidos em suas bandeiras. No século XX, várias bandeiras soviéticas representavam a RSS da Armênia.

## Cores
Em 2012 o Instituto Nacional Armênio de Padrões lançou as especificações de construção e colorização da bandeira nacional.
| Cor | Pantone | CMYK        | RGB       | Hex     |
| --- | ------- | ----------- | --------- | ------- |
|     | 485     | 0-100-100-0 | 217-0-18  | #D90012 |
|     | 286     | 100-80-0-0  | 0-51-160  | #0033A0 |
|     | 1235    | 0-35-100-0  | 242-168-0 | #F2A800 |

## Bandeiras históricas

Dinastia Artáxida 189 a.C. - 1 d.C

A bandeira tricolor de hoje tem pouca semelhança com as primeiras "bandeiras" armênias. Nos tempos antigos, os exércitos iam para a batalha carregando esculturas montadas em postes. As esculturas podem representar um dragão, uma águia, um leão ou "algum objeto misterioso dos deuses". Com o advento do cristianismo, os reinos armênios adotaram muitas bandeiras diferentes representando várias dinastias. A bandeira da Dinastia artaxíada, por exemplo, consistia em um pano vermelho exibindo duas águias olhando uma para a outra, separadas por uma flor.

### Século XIX

Bandeira armênia como projetada pelo padre Ghevont Alishan, um sacerdote armênio, em 1885

Bandeira da diáspora armênia, desenvolvida por Alishan no final do século XIX

Depois que a Armênia foi dividida entre os impérios persa e otomano, a ideia de uma bandeira armênia deixou de existir por algum tempo. O padre católico armênio Ghevont Alishan criou uma nova bandeira para a Armênia em 1885, depois que a Associação de Estudantes Armênios de Paris solicitou uma para o funeral do escritor francês Victor Hugo. O primeiro desenho de Alishan era muito parecido com a bandeira armênia de hoje: um tricolor horizontal. No entanto, parecia mais uma variação invertida da atual bandeira da Bulgária. A faixa de cima era vermelha, simbolizando o primeiro domingo de Páscoa (chamado Domingo "Vermelho"), seguido por uma faixa verde para representar o Domingo "Verde" da Páscoa, e finalmente uma cor arbitrária, branca, foi escolhida para completar a combinação. Enquanto na França, Alishan também projetou uma segunda bandeira, identificada hoje como a "Bandeira Nacionalista Armênia". Também era um tricolor, mas ao contrário do desenho anterior, este era um tricolor vertical similar à bandeira francesa. Suas cores eram vermelho, verde e azul, da esquerda para a direita, representando o arco-íris que Noé viu no Monte Ararate.

### República Federativa Democrática Transcaucasiana

Bandeira da República Federativa Democrática Transcaucasiana

Em 1828, a Armênia persa foi anexada ao Império Russo após a última Guerra Russo-Persa, e ficou conhecida como Armênia Russa. Quando o Império Russo entrou em colapso, a Armênia russa declarou sua independência e se juntou à República Federativa Democrática Transcaucasiana, juntamente com a Geórgia e o Azerbaijão. Este estado unificado durou apenas um ano e logo foi dissolvido. Como a República teve vida curta, não usou bandeiras ou símbolos. No entanto, alguns historiadores consideram um tricolor horizontal dourado, preto e vermelho, semelhante ao da bandeira alemã, mas disposto de forma diferente, como a bandeira da Transcaucásia. A federação foi dissolvida em 26 de maio de 1918, quando a Geórgia declarou sua independência como a República Democrática da Geórgia. Tanto a Armênia quanto o Azerbaijão declararam sua independência dois dias depois, em 28 de maio de 1918, como a Primeira República da Armênia e a República Democrática do Azerbaijão, respectivamente.

### Primeira República da Armênia

Bandeira da República Democrática da Armênia, 1918-1922

Depois de ganhar a independência, a Primeira República da Armênia adotou a moderna tricolor armênia. Após a aparição de Stepan Malkhasyants no Conselho Nacional da Armênia, o governo armênio independente selecionou as cores usadas durante o período Lusinhão: vermelho, azul e amarelo. Um protótipo anterior, que acabou sendo rejeitado, era a bandeira do arco-íris. Este protótipo pode ser visto no Museu da Casa de Martiros Saryan em Erevã. Eles escolheram substituir o amarelo pelo laranja "porque ficava melhor com as outras duas cores, apresentando uma composição mais agradável". A bandeira da Armênia independente tinha uma proporção de 2: 3, mas em 24 de agosto de 1990, quando o Soviete Supremo Armênio adotou-o como a bandeira da República da Armênia, a proporção foi alterada para 1: 2.

### 1ª RSS da Armênia e República Socialista Federativa Soviética Transcaucasiana

Bandera da Transcaucásia Soviética, 1922-1936

Em 29 de novembro de 1920, os bolcheviques estabeleceram a RSS da Armênia. Uma nova bandeira foi introduzida e fixada na Constituição, aceita em 2 de fevereiro de 1922 pelo Primeiro Congresso dos Sovietes da RSS da Armênia. Essa bandeira existia apenas por um mês, porque em 12 de março a República Socialista Soviética Armênia uniu-se à SSR Georgiana e à SSR do Azerbaijão sob o República Socialista Federativa Soviética Transcaucasiana (RSFST). Em 30 de dezembro de 1922, a RSFST tornou-se uma das quatro repúblicas soviéticas que se uniram para formar a URSS. A bandeira da república tinha uma foice e um martelo inseridos em uma estrela com as iniciais "ЗСФСР" (ZSFSR) escritas em cirílico. Estas letras representam Закавказская Советская Федеративная Социалистическая Республика (Zakavkazskaya Sovetskaya Federativnaya Socialisticheskaya Respublika,). Em 1936, a RSFST foi dissolvida em suas três regiões constituintes, que foram denominadas RSS da Géorgia, RSS da Armênia e RSS do Azerbaijão.

### República Socialista Soviética da Armênia

Bandeira da República Socialista Soviética da Armênia, 1952-1991

Como uma república da URSS, a RSS da Armênia introduziu sua primeira bandeira em 1936. Muito semelhante à bandeira da União Soviética, era vermelha e apresentava um martelo amarelo e foice no canto. Por baixo, havia as iniciais "H-Kh-S-H" escritas em serifa armênia. Estas iniciais, na língua armênia ocidental, representam "Haygagan Khorhurtayin Sodzialistakan Hanrabedutyun", ou a "República Socialista Soviética da Armênia". Na década de 1940, a bandeira foi alterada para usar a língua armênia oriental falada na República. As iniciais foram alteradas para "H-S-S-R" significando "Hayastani Sovetakan Sotsialistikakan Respublika" na pronúncia armênia oriental. Em 1952, uma nova bandeira foi introduzida. As iniciais foram removidas completamente e em seu lugar uma faixa azul horizontal foi adicionada.
No final de maio de 1988, em meio às crescentes tensões nacionalistas da glasnost e da perestroika, o novo líder do Partido Comunista da Armênia permitiu que o tricolor proibido da Primeira República fosse hasteado em Erevã pela primeira vez em mais de sessenta anos. Um ano depois, após uma manifestação em massa em relação a Nagorno-Karabakh, onde o tricolor voou, ele pediu seu reconhecimento oficial às autoridades soviéticas.  Isso ocorreu em 24 de agosto de 1990, um dia depois que o Soviete Supremo Armênio declarou a soberania da república e renomeou o país como República da Armênia. Nesse ponto, pouco mais de um ano antes de a Armênia declarar sua independência formal da URSS, o tricolor substituiu a bandeira de 1952.

## Uso

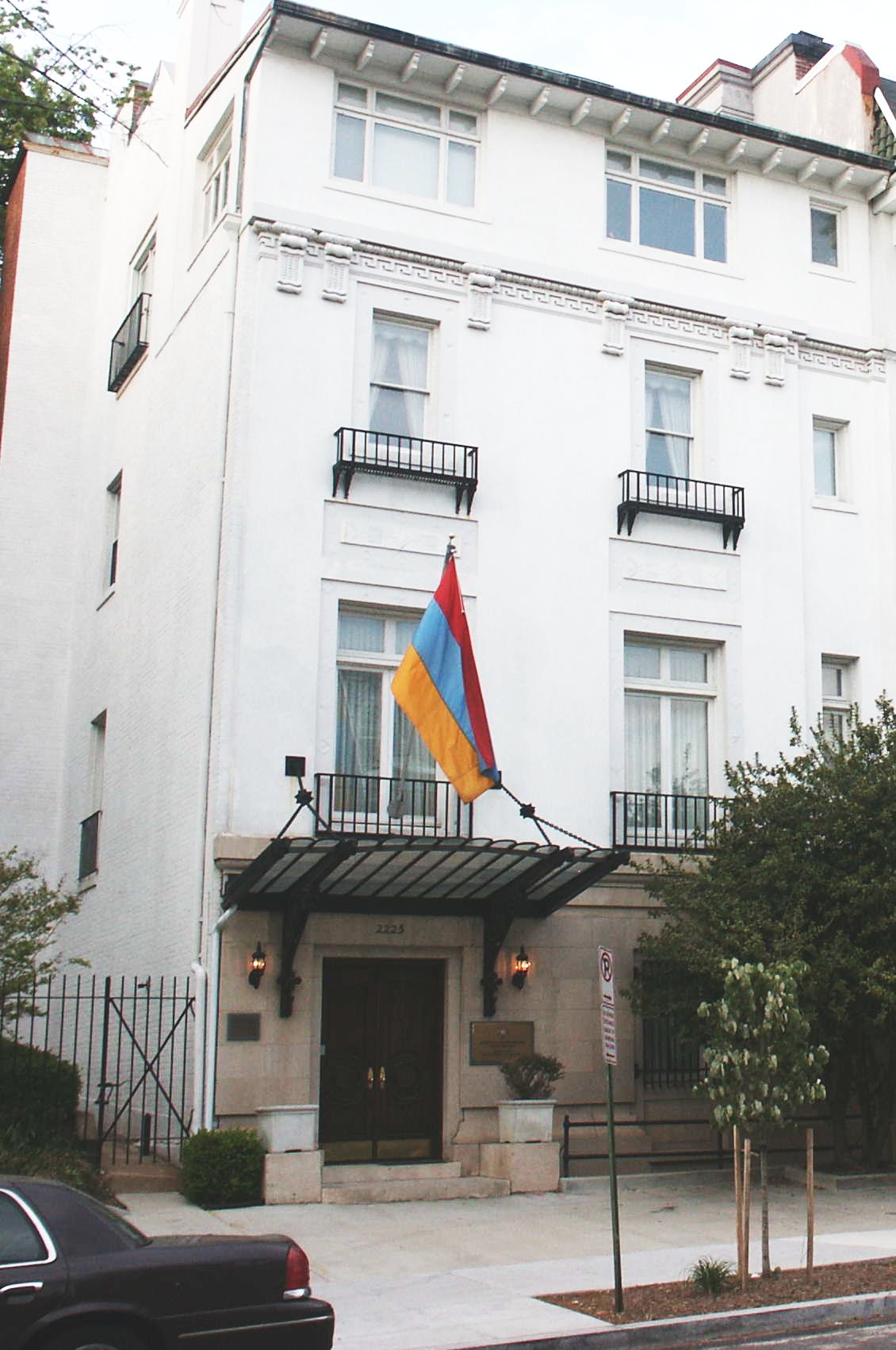
A bandeira exibida na embaixada armênia em Washington, D.C

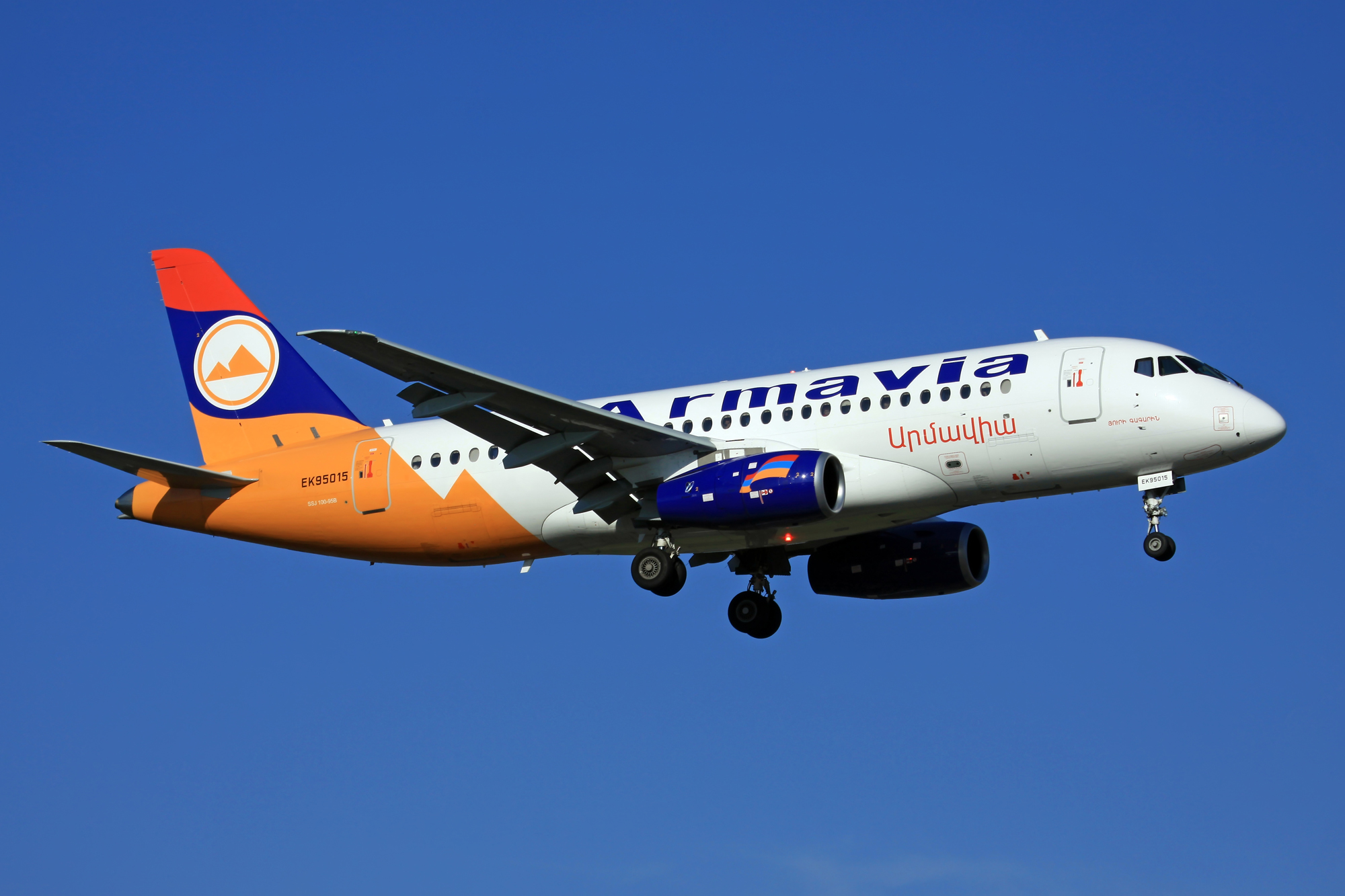
A bandeira armênia em um dos aviões da Armavia, vista aqui em um dos Superjets Sukhoi da companhia aérea

A lei de 2006 sobre a bandeira nacional da Armênia afirma que a bandeira tem que ser levantada nos seguintes edifícios públicos:
- Residência do Presidente
- Parlamento
- Governo
- Corte Constitucional
- Gabinete do Procurador Público
- Banco Central da Armênia
- Outros edifícios governamentais

A lei exige a descida da bandeira até o meio do mastro nos dias de luto ou durante as cerimônias de luto. Uma fita preta precisa ser colocada no topo da bandeira; o comprimento da fita deve ser igual ao comprimento da bandeira. A bandeira hasteada tem que ser levantada em sua totalidade, limpa e não amassada; além disso, a parte inferior da bandeira deve estar a pelo menos 2,5 m do solo.

### Dias da bandeira
O dia da bandeira nacional da Armênia é marcado em 15 de junho de cada ano. O dia é escolhido porque a lei armênia sobre a bandeira nacional da Armênia foi aprovada em 15 de junho de 2006. O dia do tricolor armênio foi celebrado pela primeira vez em 15 de junho de 2010 em Eravã.
A exibição diária da bandeira armênia é incentivada, mas legalmente exigida apenas nos seguintes dias:
- 1º de janeiro, 2 de janeiro - ano novo
- 6 de janeiro - Natal
- 8 de março - Dia Internacional da Mulher
- 7 de abril - Dia da maternidade e beleza
- 1 de maio - Dia da Solidariedade dos Trabalhadores Internacionais
- 9 de maio - Dia da Vitória e da Paz
- 28 de maio - Primeiro dia da República Armênia, de 1918
- 5 de julho - Dia da Constituição, de 1995
- 21 de setembro - Dia da Independência, de 1991
- 7 de dezembro - Dia Memorial do Sismo de Espitaque, de 1988

## Influência
A bandeira nacional também é mencionada na canção "Mer Hayrenik" (Nossa Pátria), o hino nacional da Armênia. Especificamente, a segunda e terceira estrofes cantam sobre a criação da bandeira nacional:
Aqui está, irmão, para você uma bandeira,
Que fiz com minhas mãos.
Noites eu não dormi
Com lágrimas eu a lavei.
(repita as duas linhas anteriores)
Olhe para isso, as três cores
Quais são os nossos talentosos símbolos.
Deixe brilhar contra o inimigo.
Deixe a Armênia sempre ser gloriosa.
(repita as duas linhas anteriores)

### República de Artsaque

Em 2 de junho de 1992, a autoproclamada República de Artsaque, uma república independente de facto no sul do Cáucaso reivindicada pelo Azerbaijão, adotou uma bandeira derivada da bandeira da Armênia, com apenas um padrão branco adicionado. Um padrão de tapete branco com cinco dentes foi acrescentado à bandeira, começando nas duas bordas do lado direito do tecido e conectando em um ponto igual a um terço da distância daquele lado.
O padrão branco simboliza a atual separação de Artsaque da Armênia propriamente dita e sua aspiração de uma eventual união com a "Pátria". Isso simboliza a herança armênia, cultura e população da área e representa Artsaque como sendo uma região separada da Armênia pela forma triangular e o ziguezague cortando a bandeira. O padrão também é semelhante aos desenhos usados nos tapetes armênios. A relação entre a largura da bandeira e seu comprimento é de 1: 2, igual à do tricolor armênio.

### Bandeira dos Jogos Pan-Armênios
Além da bandeira de Artsaque, as cores da bandeira armênia influenciaram o desenho da bandeira dos Jogos Pan-Armênios. No centro da bandeira azul clara estão seis anéis interligados, derivados dos anéis olímpicos. O sexto anel de cor laranja, se interliga com os anéis azul e vermelho, simbolizando a Armênia. Acima dos anéis há uma chama nas cores da bandeira armênia.